# Хамидуллин, Артур Фанурович
Артур Фанурович Хамидуллин (род. 26 января 1989) — российский дзюдоист, серебряный призёр чемпионата России среди инвалидов по слуху (Москва, Зеленоград, 2008), бронзовый призёр Кубка России среди инвалидов по слуху (Москва, Зеленоград, 2011).
Тренер — Пегов В. А.